# کناربلند
کناربلند، روستایی از توابع بخش مرکزی شهرستان بندر لنگه در استان هرمزگان ایران است.

## جمعیت
این روستا در دهستان دژگان قرار دارد و براساس سرشماری مرکز آمار ایران در سال ۱۳۸۵، جمعیت آن ۲۰ نفر (۴خانوار) بوده‌است.